# Looks and Smiles
Looks and Smiles is een Britse dramafilm uit 1981 onder regie van Ken Loach.

## Verhaal
Mick Walsh wil monteur worden, maar in het lukt hem niet om een baan te vinden in het Engeland van de jaren '80. Hij leert Karen Lodge kennen, een schoenenverkoopster. Daarnaast is er ook nog zijn vriend Alan Wright, die in het leger gaat en uiteindelijk als politieagent in Noord-Ierland belandt.

## Rolverdeling
| Acteur            | Personage          |
| ----------------- | ------------------ |
| Graham Green      | Mick Walsh         |
| Carolyn Nicholson | Karen Lodge        |
| Tony Pitts        | Alan Wright        |
| Roy Haywood       | Phil               |
| Phil Askham       | Mijnheer Walsh     |
| Pam Darrell       | Mevrouw Walsh      |
| Tracey Goodlad    | Julie              |
| Patti Nicholls    | Mevrouw Wright     |
| Cilla Mason       | Mevrouw Lodge      |
| Les Hickin        | George             |
| Arthur Davies     | Eric Lodge         |
| Deirdre Costello  | Jenny              |
| Jackie Shinn      | Poortwachter       |
| Christine Francis | Loopbaanbegeleider |
| Rita May          | Receptionist       |